# Juri Briat
Juri Briat (Mechelen, 1969) is een Belgisch dirigent, arrangeur en trompettist.

## Levensloop
Briat groeide op in Mechelen en zette zijn eerste muzikale stappen aan het Stedelijk Conservatorium Melaan te Mechelen. Hij studeerde aan het Lemmensinstituut te Leuven, waar hij in 1992 het Laureaatsdiploma trompet behaalde. In hetzelfde jaar behaalde hij het Pedagogisch Diploma A.M.V. en het Pedagogisch Vervolmakingsdiploma Transpositie. In 1993 behaalde hij het diploma kamermuziek. Aansluitend studeerde hij aan het Fontys Conservatorium te Tilburg HaFa-directie bij Jan Cober, Kees Schoonenbeek en Jan van Ossenbruggen. 
Hij is muziekleraar aan de muziekacademies van Beveren en Wemmel.
Als dirigent is hij verbonden aan de Koninklijke Harmonie St. Laurentius, Oostmalle en sinds januari 2004 is hij dirigent van het Vlaams Fanfare Orkest, Herentals. Vanaf 2006 is hij vaste dirigent van het Limburgs Fanfare Orkest (NL). Ook werkte hij met verscheidene play-in orkesten voor de Vlaamse Amateurmuziekorganisatie (VLAMO). 
Hij is mede-oprichter van BERIATO Music, een Belgische muziekuitgave.